# Tiviers
Tiviers település Franciaországban, Cantal megyében. Lakosainak száma 164 fő (2022. január 1.). Tiviers Lastic, Mentières, Montchamp, Saint-Georges, Vabres és Vieillespesse községekkel határos.

## Népesség
A település népessége az elmúlt években az alábbi módon változott:
| Lakosok száma | 148  | 129  | 129  | 145  | 167  | 168  | 172  | 172  | 170  | 164  |
|               | 1968 | 1982 | 1990 | 2006 | 2013 | 2015 | 2017 | 2019 | 2020 | 2022 |